# Mertensia bella
Mertensia bella är en strävbladig växtart som beskrevs av Charles Vancouver Piper. Mertensia bella ingår i släktet fjärvor, och familjen strävbladiga växter. Inga underarter finns listade i Catalogue of Life.